# Remnants
Remnants is een studioalbum van Picture Palace Music, een muziekgroep binnen de elektronische muziek die voornamelijk filmmuziek uitgeeft. Tot 2013 kwamen er een aantal soundtracks van hun hand, die voor nieuwe muziek zorgden bij “oude” films, zoals Metropolis. Remnants bevat filmmuziek bij een recentere film (2013). De film, geproduceerd en geregisseerd door Grant Wakefield, gaat terug naar de spiritualiteit van de mensen in de oudheid. De filmmuziek is daarentegen geschreven op de modernste elektronica en informatica, die ter beschikking staat van musici binnen de stroming van de Berlijnse School voor Elektronische Muziek.  
Het album is opgenomen in de Townend Studio in Berlijn en de Eastgate Studio in Wenen. Die laatste is de vaste geluidsstudio van Tangerine Dream, de band waarin Quaeschning ook werkzaam is.

## Musici
- Thorsten Quaeschning – synthesizers, elektronica
- Kai Hanuschka – cajón(4)
- Jürgen Heidemann – soundstones (11)

## Muziek
| Nr. | Titel                           | Duur  |
| --- | ------------------------------- | ----- |
| 1.  | Portal touch stone overture     | 3:41  |
| 2.  | Neolithic spring water fall     | 2:18  |
| 3.  | Circular earth banking security | 1:15  |
| 4.  | The rising dolmen               | 2:38  |
| 5.  | The Gretchen tragedy            | 4:41  |
| 6.  | Night initiation                | 5:08  |
| 7.  | Farewell moon and new suns      | 6:24  |
| 8.  | Moon dial                       | 14:31 |
| 9.  | Blue hour glass                 | 10:40 |
| 10. | Giant’s dance on air            | 4:46  |
| 11. | Walking the burial mounds       | 4:25  |